# 닌텐도 기획개발본부
닌텐도 기획개발본부(任天堂企画開発本部, 약칭 닌텐도 SPD)는 일본 교토에 위치했던 닌텐도 개발사의 기획 및 개발 담당 부서였다. 2004년 당시 닌텐도 사장이었던 이와타 사토루가 사내 구조를 개혁하면서 닌텐도 개발 제일부와 닌텐도 개발 제이부를 합병해 설립한 개발사였다.
독립적으로 사내에서 개발을 주도하는 부서로 닌텐도 내 다른 개발진에게 부업을 맡기고 해외의 퍼스트파티 개발을 관리하는 것이 주 업무였다. 부서 내에서 크게 '소프트웨어 기획개발부 (SPD)'와 '소프트웨어 개발디자인부 (SDD)' 두 개로 인원이 나뉘었으며, SPD와 SDD 모두 다시 네 그룹으로 나뉘어 제작을 진행했다.
2015년 9월, 닌텐도 기획개발본부는 닌텐도 정보개발본부와 합쳐 닌텐도 기획제작본부가 되면서 사라졌다.

## 참조
1. ↑  영어: Nintendo Software Planning & Development